# Festuca amurensis
Festuca amurensis är en gräsart som beskrevs av Evgenii Borisovich Alexeev. Festuca amurensis ingår i släktet svinglar, och familjen gräs. Inga underarter finns listade i Catalogue of Life.